# Everniastrum scabridum
Everniastrum scabridum är en lavart som beskrevs av Elix & Pooprang. Everniastrum scabridum ingår i släktet Everniastrum och familjen Parmeliaceae.   Inga underarter finns listade i Catalogue of Life.